# Kuckenburg (Wüstung)
Kuckenburg ist eine Wüstung zwischen Sandersleben und Wiederstedt im Landkreis Mansfeld-Südharz in Sachsen-Anhalt. Noch 1852 wurde auf Messtischblättern der Platz als Ruine Kuckenburg bezeichnet. Die Burgruine der Kuckenburg (1000 m westl. des S-Teils von Sandersleben) fiel einem Steinbruchbetrieb zum Opfer.
Der Name Kuckenburg leitete sich möglicherweise ab von:
1. vom Kuckucksruf (lat. cuculus [lautmalerisch] cuculare): ahd. gugguch/gugguck/guckgauch gugzet/guckt (ruft); mhd. kukuk.
2. gucken (frühnhd., md./obd., aus der Kindersprache hergeleitet: durch „Kuckuck“ rufen Aufmerksamkeit wecken) = die Augen genau auf etwas richten, mit angespannter Aufmerksamkeit beobachten, Ausschau halten (Ausguck)
3. im Sinne von „hervorragen, sichtbar werden, in die Augen springen“, also mit passivem Charakter, gern dann angewandt, wenn Gegenstände dem Beobachter auffallen oder aus einem anders gearteten Umkreis unerwartet bzw. auffällig hervorragen (neudt. Hingucker).
Die Grenze zu 2. ist nicht immer scharf zu ziehen.